# موصلی

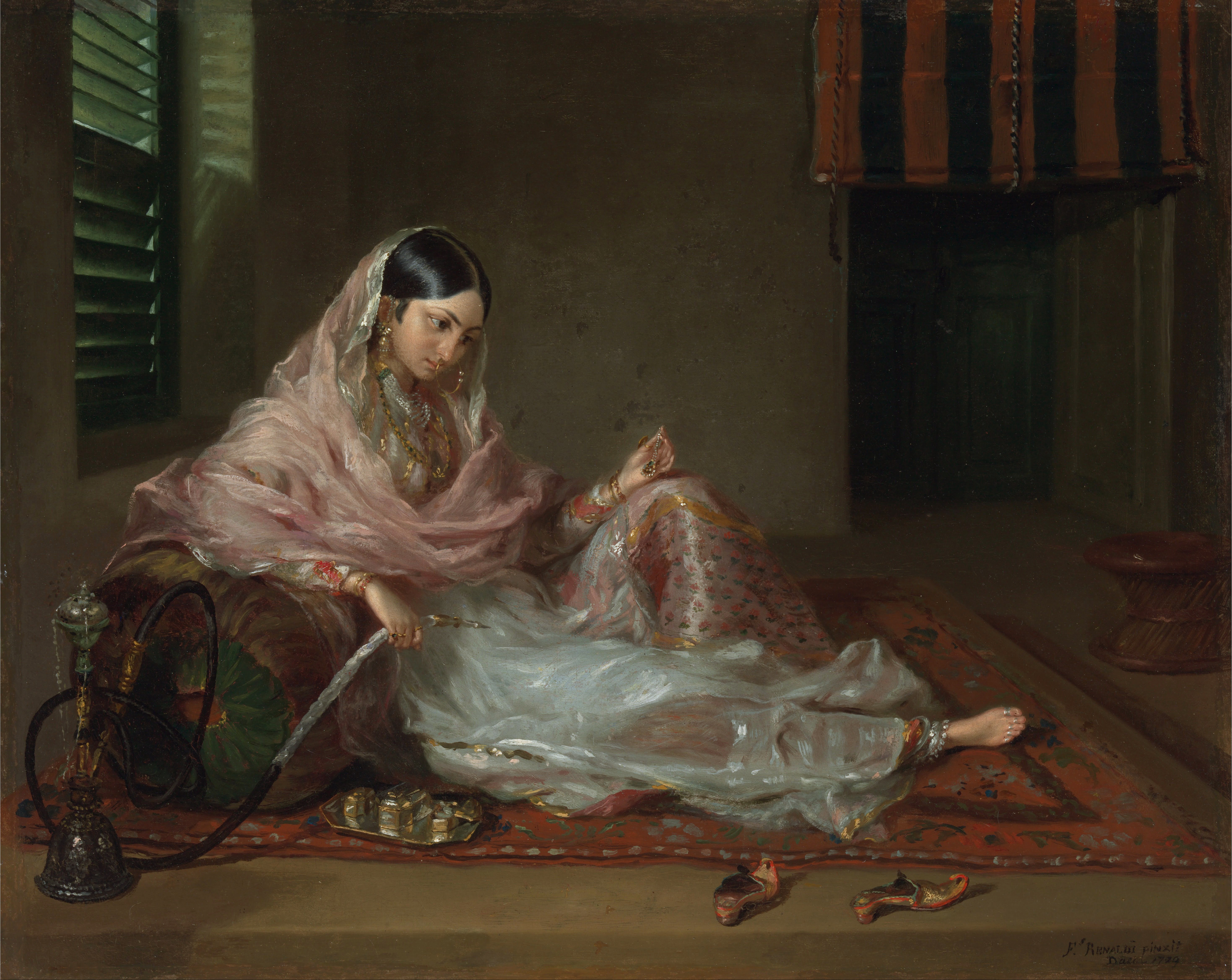
زنی با لباس بنگالی زیبا، «بانوی مسلمان دراز کشیده» اثر فرانچسکو رنالدی (۱۷۸۹)

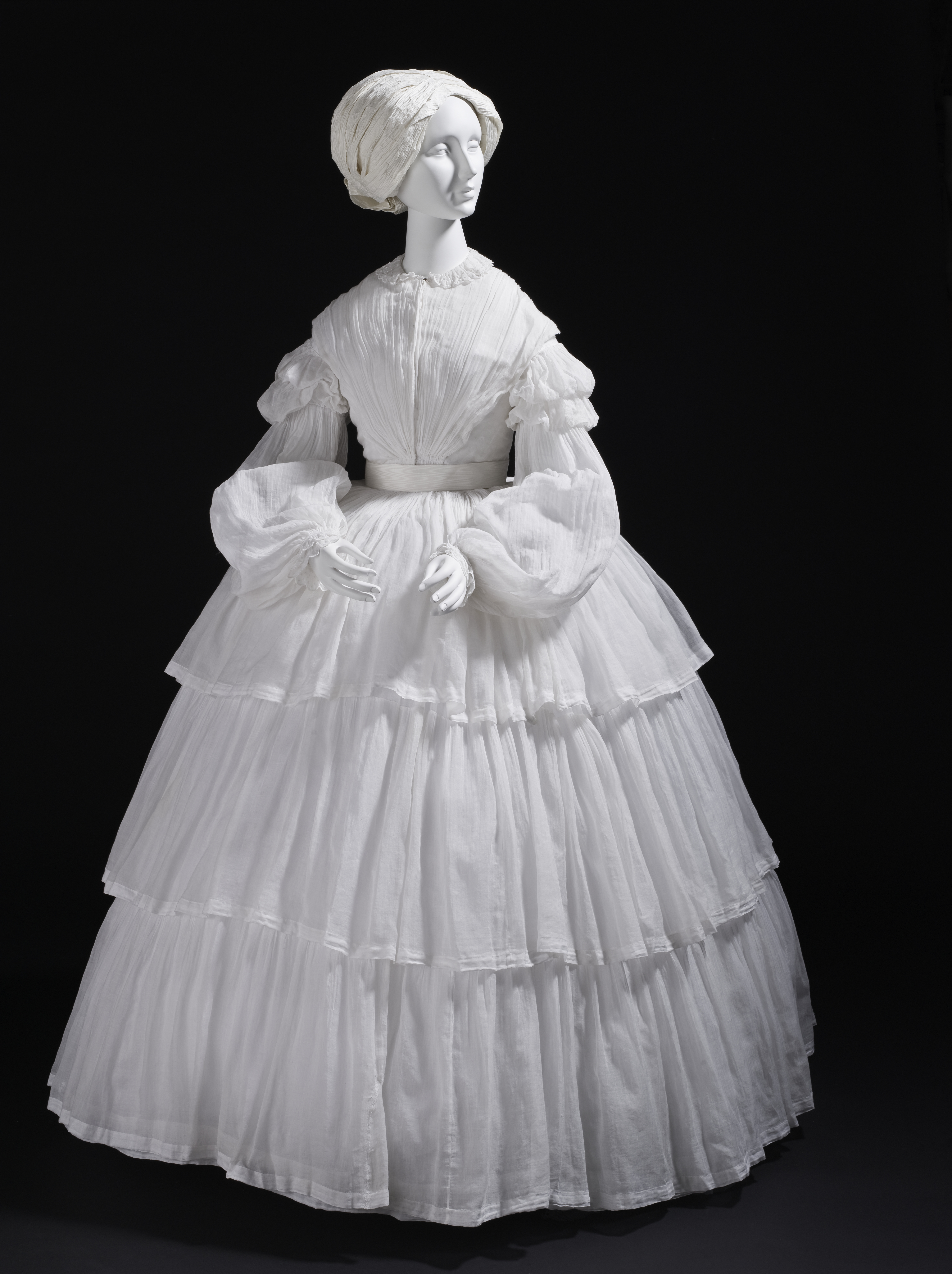
لباس مجلسی زنانه ح. ۱۸۵۵ میلادی

موصلی یا موسلین (‎/ˈmʌzlɪn/‎) پارچه ای از جنس پنبه با بافت ساده است. در طیف وسیعی از وزن‌ها از ورقه‌های ظریف تا پارچه‌های ضخیم تولید می‌شود. این نوع پارچه نام خود را از شهر موصل عراق، جایی که برای اولین بار در آنجا بافته شد، گرفته‌است.
موسلین پیشتر از نخ‌های دست‌ریسی شده و بیش از حد ظریف بافته می‌شد و در منطقه بنگال در جنوب آسیا بسیار رواج داشت ولی از قرن هفدهم و اوایل قرن هجدهم میلادی به اروپا وارد شد.
در سال ۲۰۱۳ سنت پوشیدن جامدانی موصلی در بنگلادش به عنوان شاهکارهای شفاهی و ناملموس میراث بشری به ثبت جهانی یونسکو رسید.

## تاریخ
در سال ۱۲۹۸ میلادی، مارکوپولو این پارچه را در کتاب سفرها توصیف کرد. او گفت که چنین پارچه‌هایی در موصل عراق بافته می‌شد. رالف فیچ، جهانگرد انگلیسی قرن شانزدهمی، موصلی را که در سونارگان دید و از جنس آن تمجید کرد. او که در سال ۱۵۸۳ از هند بازدید کرد، سونارگان را به عنوان شهری توصیف کرده که در آن بهترین و مرغوب‌ترین پارچه‌ها بافته می‌شوند و مرکز منسوجات هندوستان است. ابوالفضل علامی می‌نویسد: «سرکار سونارگان گونه‌ای از موصلی را بسیار خوب و به مقدار زیاد تولید می‌کند». در طول قرون هفدهم و هجدهم، بنگال ِتحت سیطرهٔ گورکانیان به عنوان بزرگ‌ترین صادرکننده موصلی در جهان شناخته شد و داکا در این سرزمین به عنوان پایتخت تجارت جهانی موصلی در سراسر جهان نمود یافت.
در فرانسه قرن هجدهم این پارچه‌ها بسیار محبوب شد و در نهایت در بسیاری از جهان غرب گسترش یافت. موسلین داکا برای اولین بار در بریتانیا در نمایشگاه بزرگ آثار صنعت همه ملل در سال ۱۸۵۱ به نمایش عمومی گذاشته شد.

### نام‌های شاعرانه
به برخی از موسلین‌های ظریف نام‌های شاعرانه‌ای مانند بافت هوا، شبنم و آب روان داده بودند. (رک به زبان فارسی در هند) نام اخیر به انواع ظریف و شفاف موسلین خوب که محصول داکا بود، اشاره داشت. ویژگی‌های پارچه در نام آن خلاصه می‌شد.